# Port lotniczy Tabarka
Port lotniczy Tabarka (IATA: TBJ, ICAO: DTKA) – port lotniczy położony 10 km na północny wschód od Tabarki, w Tunezji. Połączenia z tego portu lotniczego są jedynie do Tunisu. Nazwa portu lotniczego została zmieniona po rewolucji tunezyjskiej.

## Linie lotnicze i połączenia
| Linia Lotnicza   | Kierunek |
| ---------------- | -------- |
| Tunisair Express | 1. Tunis |